# 海洋行星

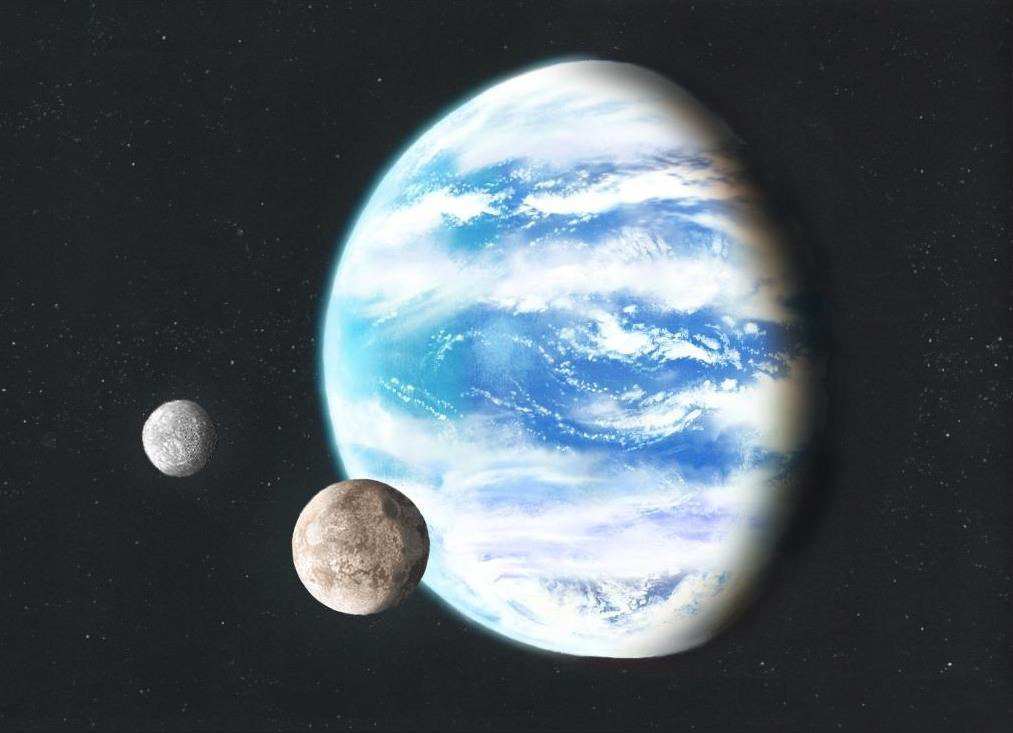
畫家筆下的海洋行星

海洋行星（英語：Ocean planet）是一类假定存在的系外行星，是其表面完全为液态水构成的開放水體，也就是完全被海洋所覆盖，而完全不存在陸地或島嶼，或是在冰下或地底存在包覆整個行星的連續水體層（表面下海洋，Subsurface ocean），而隔開行星表面與核心的行星類型。
在外太阳系中形成的行星，其最初的物质构成类似于彗星，包括质量近乎均等的水和岩石。对太阳系的形成和演化进行的模拟显示在行星形成的过程中，其轨道有可能向内或向外迁移，从而有可能出现下列情况：冰行星的轨道向内迁移，行星上的冰体水融化为液态水，最终形成海洋行星。该种可能性在马克·丘赫内尔和阿兰·莱杰於2003年的专业天文学文献中首次被提出。這樣的行星理論上是可以支持生命的。
该类行星上的海洋可能深达数百公里，远深于地球上的海洋。在海洋的较深地区，巨大的压力使得一个由非常态冰构成的地幔得以形成，其中的非常态冰则并非处于低温状态。如果该行星足够接近母星，那么其上的海水温度就可能接近于沸点，海水将会处于超临界状态，从而使得海洋缺乏明確的表面。

## 被发现的海洋行星

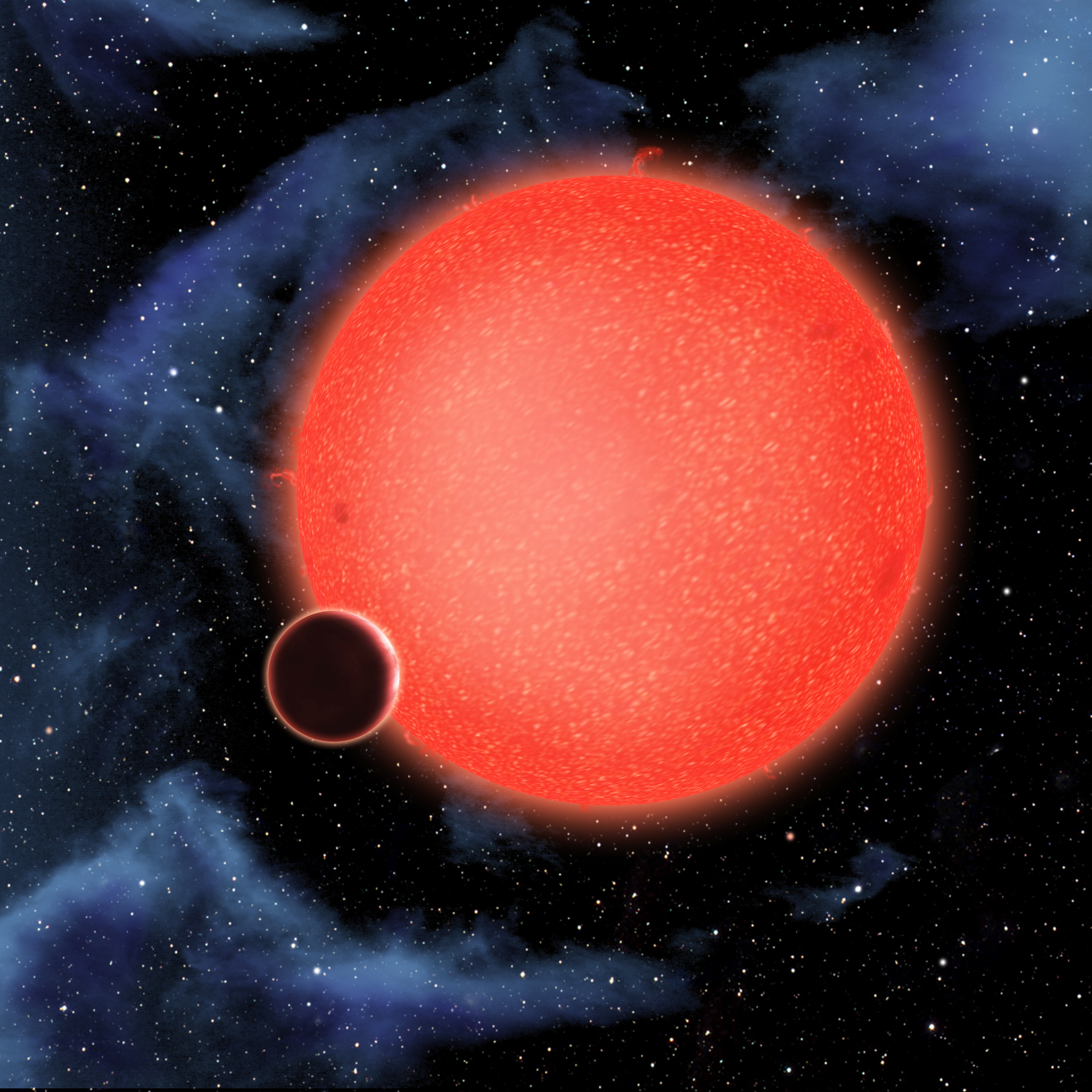
畫家筆下的GJ 1214 b和其恆星

已知的唯一一个拥有全覆盖海洋的星球是木卫二（歐羅巴），但它只是一颗卫星，以冰下的海洋存在。系外行星GJ 1214 b很可能是一颗海洋行星。随着开普勒任务的进行，很多类似行星将会不断被发现，比如最近发现海洋星球的候选人开普勒22b。系外行星格利泽581d也可能是一颗海洋行星，它位于格利泽581的适居带内。该行星上的温室效应使得行星温度适于液态水的存在。

## 另類海洋行星

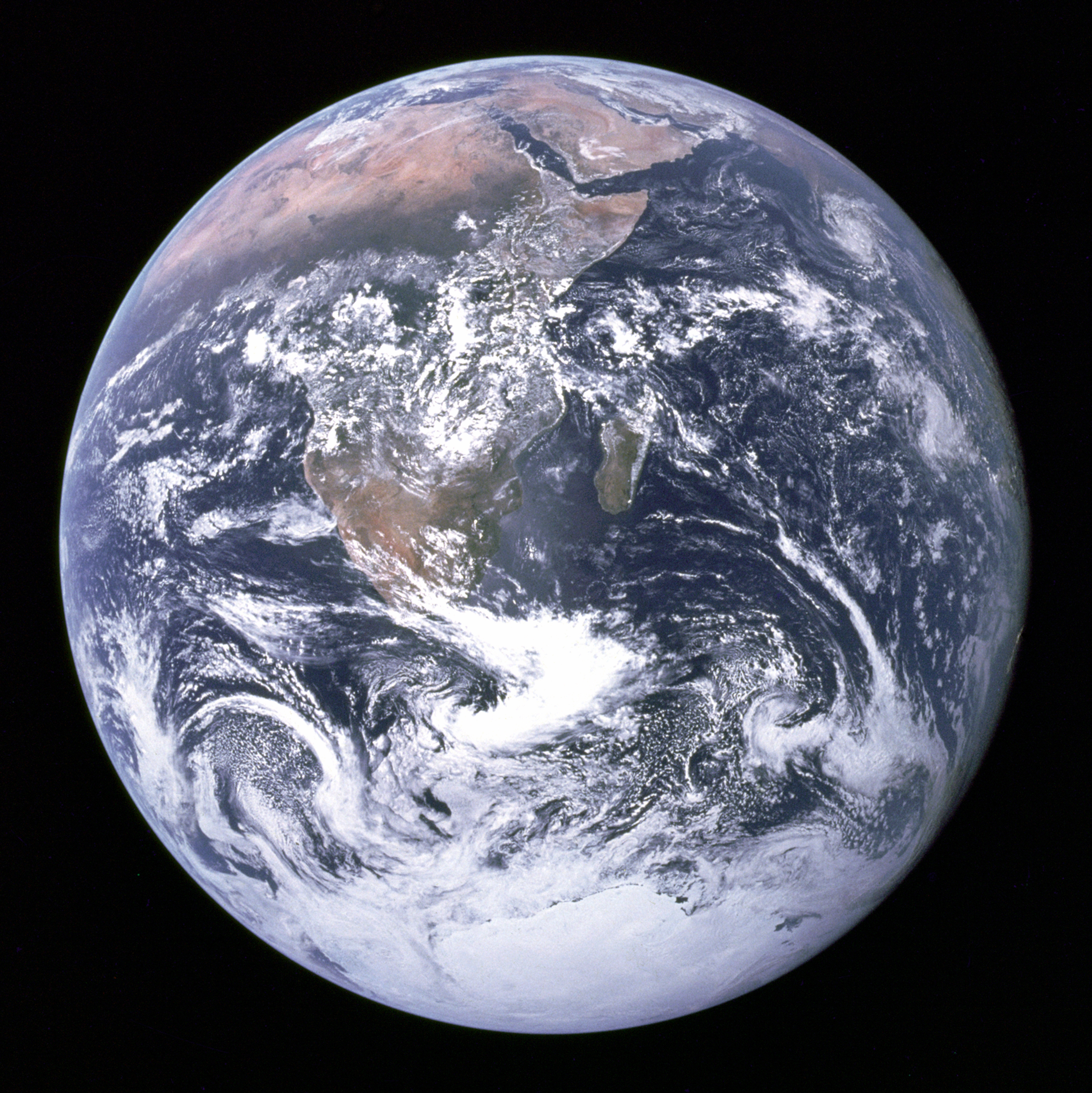
70%表面被海洋覆蓋的地球有時候也會被稱為海洋行星

除了水，海洋行星上的海洋也能以其他物質組成，如土衛六上的烃湖。而海衛一上有氮湖的可能性已被否定。另外，天王星和海王星表面下亦很可能是由水、氨和其他揮發物組成的海洋。而木星和土星表面下則是氫海洋。表面為冰的衛星木卫四、木卫三、木卫二、土衛六和土衛二的地表下亦可能是一個巨大的海洋。另外，地球有時候也會被稱為海洋行星，全因其70%表面皆為海洋。金星大氣層的96.5%為二氧化碳，因此其巨大的壓力令到表面充滿二氧化碳的超臨界流體。被潮汐鎖定且接近恆星的行星亦會有一半是岩漿海。部份行星上的大型岩漿海亦可能因巨大隕石撞擊所致。

## 艺术作品中的海洋行星
- 在电视剧《星际旅行：航海家号》第五季第九集“三十日”中，即出现了一颗即将毁灭的海洋行星。
- 在由哈尔·克莱门特创作的小说《噪音》中，故事情节即围绕一个海洋行星世界“凯努伊”及邻近的一颗无人居住的海洋行星展开，这两颗行星构成了一个双星系统。“凯努伊”上的毛利人后裔过着居无定所的生活，他们依靠船只和一个漂浮着的城市在这个世界上四处漂荡。
- 在《星球大战II：克隆人的进攻》中，欧比王·肯诺比曾经前往以风暴和先进的克隆技术著称的海洋行星世界“卡米诺”。
- 在丹·西蒙斯的系列科幻小说《海伯利安》中，行星“無涯海洋星”（Mare Infinitus）的表面即完全为海洋所覆盖。
- 在2002年的电影《王牌大贱谍》中，邪恶博士计划将地球变为一个海洋行星。该计划最后失败。
- 在阿兰·迪恩·福斯特的小说《抹香鲸》中，人类和鲸类签订了和平公约，随后地球上的鲸类即迁徙往一个海洋行星，而人类则生活在漂浮城市中。
- 杰克·万斯的小说《蓝色世界》即将背景设置为一颗海洋行星。
- 罗伯特·西尔弗伯格的小说《水面》的故事背景即被设置为一颗海洋行星，名为“水疗院”。
- 史坦尼斯劳·莱姆的小说《索拉里斯星》中的索拉里斯星表面即为海洋所覆盖（但是在该小说中整个行星上的海洋即为一个有机体，甚至还有感觉。）
- 在竞速游戏《F-Zero》中，出现了位于一颗被称为“蓝色巨人”的海洋行星上的赛道。
- 在哆啦A夢的劇場版《大雄的宇宙開拓史》（藤子不二雄，1981）中，大雄與哆啦Ａ夢因為時空裂縫來到了另一個星球，隨著季節會完全被大洪水覆蓋。另外在《大雄的人魚大海戰》（藤子不二雄公司，2010）中的主要舞台藍水星，則是以海洋行星為藍本的舞台。
- 在2014年電影《星際效應》中，永續號抵達的第一顆行星米勒星便是一顆海洋行星，受其圍繞公轉的黑洞「巨人」的龐大引力影響，該行星的時間流逝比地球慢，更經常出現巨型海嘯。

## 外部連結
- Selsis, F.; B. Chazelas, P. Borde, M. Ollivier, F. Brachet, M. Decaudin, F. Bouchy, D. Ehrenreich, J.-M. Griessmeier, H. Lammer, C. Sotin, O. Grasset, C. Moutou, P. Barge, M. Deleuil, D. Mawet, D. Despois, J. F. Kasting, A. Leger. . Icarus. 2007, 191: 453. doi:10.1016/j.icarus.2007.04.010. arXiv:astro-ph/0701608. []